# کیم میانگ وان
کیم میانگ وان (کره‌ای: 김명원؛ زادهٔ ۱۵ ژوئیهٔ ۱۹۸۳) یک بازیکن فوتبال اهل کره شمالی است.
وی همچنین در تیم‌های ملی فوتبال کره شمالی بازی کرده‌است.